# Oxyethira verna
Oxyethira verna is een schietmot uit de familie Hydroptilidae. De soort komt voor in het Nearctisch gebied.